# شهرستان قره‌تال
شهرستان قره‌تال (به قزاقی: Қаратал ауданы، قاراتال اۋدانى) یک شهرستان در قزاقستان است که در استان جتی‌سو واقع شده‌است.

## خصوصیات
شهرستان قره‌تال ۲۴٬۲۰۰ کیلومترمربع مساحت و ۴۷٬۷۶۰ نفر جمعیت دارد.